# جيرالد إل. ألكسندرسون
جيرالد إل. ألكسندرسون (بالإنجليزية: Gerald L. Alexanderson)‏ هو رياضياتي أمريكي، ولد في 1933.